# Ielena Pavlukhina
Ielena Pavlukhina (en rus Елена Павлухина; en àzeri Yelena Pavluxina; Hòrlivka, óblast de Donetsk, 1 de setembre de 1989) és una ciclista azerbaidjanesa d'origen ucraïnès. Actualment milita a l'equip Astana Womens Team.
Va participar als Campionats del Món de carretera UCI 2011 i als Campionats del món de carretera UCI 2012. El 2015, va guanyar els Campionats Nacionals d'Azerbaidjanisme en Carretera, els Campionats Nacionals de contrarellotge d'Azerbaidjan i va acabar sisè a la contrarellotge inaugural dels Jocs Europeus. El 2016 va guanyar la segona etapa i la general de Gràcia–Orlová. Va ocupar el 35è lloc als Jocs Olímpics WE - Road Race 2016 Cursa d'un dia Rio de Janeiro (136,9 km). Va complir una suspensió de quatre anys de l'esport després d'una violació de les normes antidopatge per l'ús de mètodes prohibits i/o substàncies prohibides.

## Palmarès
- 2015
  -  Campiona de l'Azerbaidjan en ruta
  -  Campiona de l'Azerbaidjan en contrarellotge
- 2016
  -  Campiona de l'Azerbaidjan en ruta
  -  Campiona de l'Azerbaidjan en contrarellotge
  - 1a a la Gracia Orlová i vencedora d'una etapa